# Sammlung Hermann Göring
De Sammlung Hermann Göring was een omvangrijke private kunstverzameling van Rijksmaarschalk Hermann Göring, voor het grootste deel gevormd door plundering van Joodse eigendommen in de door de nazi's bezette gebieden tussen 1936 en 1945.

## Situering
Göring vatte vanaf 1936 het plan op om zijn jachthuis in de Schorfheide-streek ten noorden van Berlijn om te vormen tot een landhuis, genoemd de Waldhof Carinhall. Daar liet hij een 34 meter lange hal aanleggen, genoemd de Grote Galerij waar hij de belangrijkste stukken van zijn verzameling tentoonstelde.
Aanvankelijk financierde Göring zijn passie voor verzamelen van beeldende kunst met schenkingen van industriëlen in ruil voor een vriendendienst. Tijdens de oorlog verrijkte hij zich op grote schaal met kunst van gedeporteerde Joden, zogenoemde roofkunst of Beutekunst. Op het einde van de oorlog omvatte zijn collectie 1375 schilderijen, veel sculpturen, tapijten, meubels en andere kunstvoorwerpen. De helft van zijn verzameling kwam voort uit plundering en naasting. Daartoe bezocht Göring het Parijse museum Jeu de Paume een twintigtal keren tussen 1941 en 1944, waar een selectie van kunstwerken voor hem werd klaargezet voor transport. De verzameling bestond uit 700 kunstwerken die Göring opeiste van de beruchte Einsatzstab Reichsleiter Rosenberg. Göring zette zijn eigen organisatie, de Devisenschutzkommando, in in de bezette gebieden om in zijn opdracht kunst in beslag te nemen.

Bij het samenstellen van zijn kunstcollectie kreeg Göring vanaf 1937 assistentie van de kunsthandelaar Walter Andreas Hofer. Van 1939 tot 1944 trad hij op als directeur van de Rijksmaarschalks Kunstcollectie. Na de oorlog werd Hofer door een militaire rechtbank bij verstek veroordeeld tot 10 jaar opsluiting. Deze straf werd nooit uitgevoerd en Hofer kon zijn kunsthandel in München ongestoord verderzetten.
Al in juli 1940 dook Göring in Amsterdam op en toonde interesse voor de kunsthandel van de inmiddels overleden Jacques Goudstikker. Op 13 juli 1940 verkocht Ten Broek, de wederrechtelijk aangestelde zaakgelastigde van de kunsthandel Jacques Goudstikker, aan Göring voor f 2.000.000 (waarde 2005: € 13.750.000) :de rechten op alle schilderijen, tekeningen, antiquiteiten en verdere kunstvoorwerpen, die zich op 26 juni 1940 in Nederland bevonden en toen eigendom waren van gemelde naamloze vennootschap. Göring kocht alle 1113 geïnventariseerde schilderijen en kunstvoorwerpen tegen hoogstens een zesde van de werkelijke waarde (een transactie die op naasting lijkt). Bij de verkoop aan Göring behoorden overigens ook 'drie plafondstukken' van Gerard de Lairesse, aanwezig in de zoldering van een van de vertrekken van het pand Herengracht 458 waar Goudstikkers kunsthandel was gevestigd. Nadat de panelen van de plafonds waren losgemaakt werden ze naar Berlijn getransporteerd, evenals de ruim 780 schilderijen die onmiddellijk door Göring zelf werden meegenomen.